# Germe (cereali)

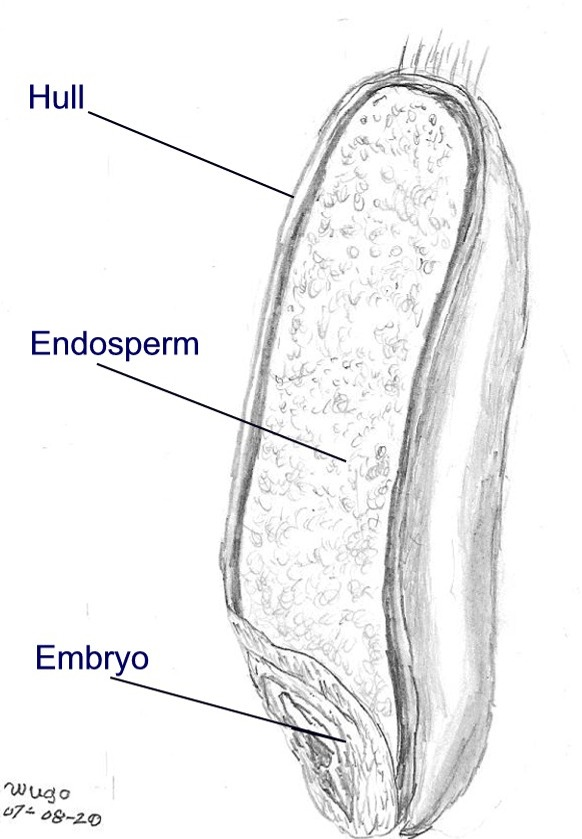
Parti del seme di frumento: il germe (embryo), l'endosperma (endosperma) e la crusca (hull)

Il germe dei cereali è la parte riproduttiva del seme, ovvero l'embrione, che germina in una nuova pianta. Insieme alla crusca, è un sottoprodotto della macinatura dei cereali.
La macinazione dei cereali separa l'endosperma sotto forma di farina bianca, rimuovendo la crusca, ricca di fibre, che riduce il valore energetico per unità di peso della farina e le conferisce un colore scuro, e il germe che, essendo ricco di acidi grassi polinsaturi, tende ad irrancidire riducendone la conservazione.
Il germe è presente nei prodotti alimentari a base di cereali integrali e può essere usato per l'estrazione di olio vegetale.

## Germe di grano
Il germe di grano è ricco di sostanze nutritive essenziali quali vitamina E, acido folico, fosforo, tiamina, zinco e magnesio, così come acidi grassi essenziali, alcoli grassi e fibra alimentare.
Il pane bianco è realizzato con farina bianca, privata del germe e della crusca. Il germe può essere invece aggiunto in alcune preparazioni dolciarie, come muffin, pancake e biscotti, e in prodotti come integratori alimentari, yogurt e altri.
Il germe di grano può irrancidire se non conservato adeguatamente in frigorifero e protetto dalla luce diretta del Sole.

## Altri usi
In biologia molecolare il germe di grano è usato per esperimenti di traduzione genica in vitro, in quanto l'embrione della pianta contiene tutte le macromolecole necessarie per la traduzione dell'mRNA in amminoacidi, ma contiene livelli relativamente bassi di mRNA proprio.
In biochimica, è usato per isolare alcune glicoproteine, in quanto contiene lecitina, che si lega fortemente ad esse.